# Syllepte ochrotozona
Syllepte ochrotozona là một loài bướm đêm trong họ Crambidae.